# Mompha propinquella
Mompha propinquella ist ein Schmetterling (Nachtfalter) aus der Familie der Fransenmotten (Momphidae).

## Merkmale
Die Falter erreichen eine Flügelspannweite von 11 bis 13 Millimeter. Sie ähneln Mompha lacteella sehr stark. Unterscheidungsmerkmale sind der weiße Kopf und Thorax, der weiße Dorsalfleck an der Basis der Vorderflügel, ein einzelner dunkelbrauner Ring auf dem dritten Segment der Labialpalpen und der bräunlichere Apikalbereich.
Die Genitalarmatur der Männchen ähnelt der von Mompha lacteella, allerdings ist der Sacculus breiter und etwas kürzer als der Cucullus und verjüngt sich plötzlich zu einer scharfen Spitze. Die Anellus-Lappen sind etwa halb so lang wie der Aedeagus und werden distal schmaler. Der Aedeagus besitzt kürzerer Cornuti.
Die Genitalarmatur der Weibchen ähnelt der von Mompha lactella. Sie unterscheidet sich durch die abgerundeteren Ränder der Lamella antevaginalis und die flachere V-förmige Lamella postvaginalis.

## Verbreitung
Mompha propinquella ist in West- und Mitteleuropa beheimatet.

## Biologie
Die Raupen entwickeln sich an Zottigem Weidenröschen (Epilobium hirsutum), Berg-Weidenröschen (Epilobium montanum) und Sumpf-Weidenröschen (Epilobium palustre). Die Raupen entwickeln sich von Februar bis April und minieren dabei in den unteren Blättern nahe am Blattstiel. Die dabei entstandenen weißen Minen können nicht von denen der Art Mompha lacteella unterschieden werden. Die Raupen überwintern und verpuppen sich in der Mine in einem ockerfarbenen Kokon. Die Falter fliegen von Ende Juni bis Mitte September. Sie sind nachtaktiv und kommen ans Licht.

## Systematik
Aus der Literatur sind folgende Synonyme bekannt:
- Laverna palidicollella Doubleday, 1859
- Elachista propinquella Stainton, 1851